# Vendée Globe
Vendée Globe er en Jorden rundt - solo - havkapsejlads. Der sejles non stop og uden assistance. Vendée Globe finder sted hvert fjerde år, med start og mål i Les Sables-d'Olonne 46°29′42.3″N 1°47′18.8″V / 46.495083°N 1.788556°V i Vendée-departementet på Frankrigs vestkyst. Ruten går ned gennem Atlanterhavet, derefter østover hele vejen rundt om Antarktis, med Kap Det Gode Håb, Kap Leeuwin og Kap Horn til bagbord, og tilbage op gennem Atlanterhavet til Frankrig.
For at undgå isbjerge, foregår kapsejladsen normalt i perioden november - februar, mens det er sommer på den sydlige halvkugle. Da den korteste vej rundt om Antarktis er den der går tættest på land, placeres der desuden et antal porte deltagerne skal passere, ligeledes i forsøget på at undgå at deltagerne kommer for tæt på isbjerge og alt for ekstreme vejrforhold. På grund af de heftige vind og bølgeforhold i især Sydhavet, udgår en stor del af deltagerne undervejs. I 1996-1997 udgaven forsvandt canadieren Gerry Roufs under sejladsen.

## Historie
Vendée Globe blev grundlagt i 1989 af den franske sejler Philippe Jeantot. Efter at have deltaget i, og vundet de første to udgaver af havkapsejladsen BOC Challenge (hedder i dag VELUX 5 Oceans), ville han skabe en endnu mere ultimativ kapsejlads. Philippe Jeantot deltog selv i den første udgave 1989-1990 og blev nr. 4.

## Regler
For at deltage skal man sejle i en enkeltskroget båd der opfylder IMOCA Open 60 kriterierne. Det betyder i praksis at man kan designe sin båd frit, så længe den opfylder nogle bestemmelser omkring bådlængde, stabilitet m.m.
For at mindske de risici der er forbundet med at sejle alene i tre til fire måneder på de store have, skal deltagerene gennemgå medicinske undersøgelser og overlevelseskurser for at få lov til at stille op. De skal desuden have deltaget i andre solo-sejladser med den samme båd.
Under kapsejladsen gælder:
- Deltagerne må godt kaste anker, men må ikke lægge til kaj eller til et andet fartøj undervejs. Det er dog tilladt at returnere til start i Les Sables-d'Olonne for at reparere sin båd og genstarte sejladsen indenfor de første 10 dage efter den officielle start.
- Man må ikke modtage nogen form for hjælp og assistance udefra, undtaget er dog indirekte lægehjælp (f.eks. via radio, telefon eller internet), samt kommunikation med bådbygger og sejlmager i forbindelse med udbedring af opståede problemer.
- Brug af ruteplanlægningsværktøjer er strengt forbudt. Løbsledelsen udsender vejrudsigter og satellitfotos to gange dagligt. Derudover er det kun tilladt at hente vejrdata fra officielle meteorologiske institutioner som alle deltagere har lige adgang til.

## Større uheld
I 1996-1997 udgaven kæntrer hele fire både indenfor få timer. Raphaël Dinelli bliver reddet af en anden deltager Pete Goss, to andre bliver reddet af Australiens Redningstjeneste, men desværre finder man aldrig canadieren Gerry Roufs - kun hans båd.

## Vinderne
| Udgave | Årstal    | Vinder            | Bådens navn             | Tid (d·tt:mm:ss) | Distance i sømil | Snitfart i knob |
| ------ | --------- | ----------------- | ----------------------- | ---------------- | ---------------- | --------------- |
| 1.     | 1989-1990 | Titouan Lamazou   | Écureuil d'Aquitaine II | 109·08:47:55     | 25.485           | 9,70            |
| 2.     | 1992-1993 | Alain Gautier     | Bagages Superior        | 110·17:20:08     | 25.315           | 9,58            |
| 3.     | 1996-1997 | Christophe Auguin | Geodis                  | 105·20:31:00     | 26.520           | 10,44           |
| 4.     | 2000-2001 | Michel Desjoyeaux | PRB                     | 93·03:57:32      | 26.700           | 11,94           |
| 5.     | 2004-2005 | Vincent Riou      | PRB                     | 87·10:47:55      | 26.714           | 12,73           |
| 6.     | 2008-2009 | Michel Desjoyeaux | Foncia                  | 84·03:09:08      | 28.303           | 14,00           |
| 7.     | 2012-2013 | François Gabart   | MACIF                   | 78·02:16:40      | 28.647           | 15,30           |
| 8.     | 2016-2017 | Armel Le Cléac'h  | Banque populaire VIII   | 74·03:35:46      | 27.636           | 15,4            |

Der er sat ny rekordtid i alle udgaverne, med undtagelse af 2. udgave.
I 6. udgave satte Michel Desjoyeaux rekord, på trods af den faktisk sejlede rute var længere end i de foregående udgaver, idet han vendte om efter starten for at reparere båden.
Den teoretisk kortest mulige distance er 24.393,41 sømil.

### 2012-2013
François Gabart vandt i båden MACIF, foran Armel Le Cléac´h i båden Banque Populaire. Ni af de tyve deltagere der startede den 10. november 2012, udgik undervejs, bl.a. på grund af påsejling af fiskefartøjer, mistet køl, mistet mast m.m. En enkelt Bernard Stamm, Schweiz, blev diskvalificeret. Den 11. og sidste sejler kom i mål den 22. feb. 2013 kl. 14:36.
François Gabart blev som 29-årig, den yngste vinder nogensinde af Vendée Globe, og han vandt med den mindste margin nogensinde på 3 timer, 17 min., og 12 sek. ned til nr.2. Og med en vindertid på 78 døgn, 2 timer, 16 min., og 40 sekunder, slog han også Michel Desjoyeauxs rekord med 6 dage, 0 timer, og 53 min. Undervejs satte Gabart også ny 24 timers rekord i en enkeltskroget båd, ved at tilbagelægge 545 sømil på et døgn svarende til en gennemsnitshastighed på 22,7 knob.

## Blandede fakta
I 4. udgave sejlede Patrick de Radigues på grund ved Portugal efter kun fire dages sejlads.
I 1. udgave tilbragte Jean-François Coste 163 d 1 t 19 min på havet, dvs. ca. 50% længere tid end vinderen.
| Udgave | Årstal    | Startende M+K | Gennemfører M+K | Antal nationaliteter | 24t rekord sømil |
| ------ | --------- | ------------- | --------------- | -------------------- | ---------------- |
| 1.     | 1989-1990 | 13 + 0 = 13   | 7 + 0 = 7       | 4                    | 304              |
| 2.     | 1992-1993 | 15 + 0 = 15   | 7 + 0 = 7       | 6                    | 339              |
| 3.     | 1996-1997 | 14 + 2 = 16   | 5 + 1 = 6       | 5                    | 374              |
| 4.     | 2000-2001 | 24 + 2 = 26   | 16 + 1 = 17     | 7                    | 430              |
| 5.     | 2004-2005 | 18 + 2 = 20   | 11+ 2 = 13      | 5                    | 439              |
| 6.     | 2008-2009 | 28 + 2 = 30   | 9 + 2 = 11      | 7                    | -                |
| 7.     | 2012-2013 | 19 + 1 = 20   | 11 + 0 = 11     | 5                    | 545              |
| 8.     | 2016-2017 | 29 + 0 = 29   | 18 + 0 = 18     | 9                    | -                |

## Virtuelt Vendée Globe
Man kan selv deltage i den virtuelle udgave af kapsejladsen på internettet. Internetspillet foregår samtidigt med den rigtige kapsejlads og varer ca. lige så lang tid. Den virtuelle version er primært et navigationsspil, dvs. det gælder om at fortolke vejrudsigter og så sætte kurs og sejl derefter. Der er (d. 21. jan. 2013) 431.177 deltagere hvoraf ca. halvdelen er aktive sejlere, resten har opgivet eller er grundstødt. Det er det franske firma manyplayers der driver den virtuelle havkapsejlads-tjeneste Virtual Regatta (se eksterne henvisninger). Det er gratis at deltage, dog kan man mod betaling købe bedre sejl og andre praktiske ting. Ca. 10 - 15 procent af deltagerne køber sædvanligvis ekstra fordele.